# صدامیسم

صدام حسین در اواخر دهه ۱۹۶۰

پرچم عراق بعثی با تکبیری که صدام در سال ۱۹۹۱ به آن اضافه کرد، اغلب برای نشان دادن صدامیسم استفاده می‌شود.

صدامیسم (عربی: صدامیة‎) یا بعثیسم صدامیستی (عربی: البعثیة الصدامیة‎)، ایدئولوژی سیاسی بعثی است که بر اساس ایده‌ها و تفکرات سیاسی صدام حسین که از سال ۱۹۷۹ تا ۲۰۰۳ به عنوان رئیس‌جمهور عراق، فعالیت می‌کرد، بنا شده است. این ایدئولوژی، از ملی‌گرایی عربی، سوسیالیسم عربی و پان‌عربیسم و همچنین جهان عرب با محوریت عراق حمایت می‌کند که از کشورهای عربی می‌خواهد، گفتمان سیاسی صدام را اتخاذ کرده و «گفتمان ناصری» را که ادعا می‌کند پس از جنگ شش‌روزه در سال ۱۹۶۷ فروپاشید، رد کنند. این دیدگاه، نظامی‌گرا است و اختلافات و درگیری‌های سیاسی را به شیوه‌ای نظامی به عنوان «نبردهایی» می‌بیند که مستلزم «جنگ»، «بسیج نیروها»، «میدان‌های نبرد»، «سنگر» و «خندق» هستند. صدامیسم، رسماً توسط دولت صدام حسین و حزب بعث حاکم عراق حمایت و توسط روزنامه عراقی بابل متعلق به پسر صدام، عدی حسین، ترویج می‌شد.
صدامیسم، اغلب به عنوان یک ایدئولوژی اقتدارگرا و تمامیت‌خواه توصیف شده است که هدف آن، کنترل تمام جنبه‌های زندگی عراقی‌ها بوده و توسط منتقدان به ترکیب «ملی‌گرایی عربی سنی، استالینیسم آشفته و تعصب فاشیستی برای سرزمین پدری و رهبر آن» و همچنین توانمندسازی صدام برای ایجاد یک کیش شخصیت حول محور خود، متهم شده است. با این حال، کاربرد این برچسب‌ها، مورد بحث قرار گرفته است. ماهیت راست‌گرایانه صدامیسم به رقابت بین بعثی‌ها با نئوبعثی‌های چپ افراطی و خانواده اسد که در سوریه بعثی، قدرت را در دست داشتند، دامن زد.